# Ъкфийлд
Ъ̀кфийлд (на английски: Uckfield) е град в Югоизточна Англия, графство Източен Съсекс. Разположен е около мястото на вливането на река Ък в река Уз на около 30 km на север от брега на Атлантическия океан и на около 80 km на юг от столицата Лондон. Има жп гара. Населението му е 13 873 души по данни от преброяването през 2007 г.